# Elsa Koeberlé
Pour les articles homonymes, voir Koeberlé.

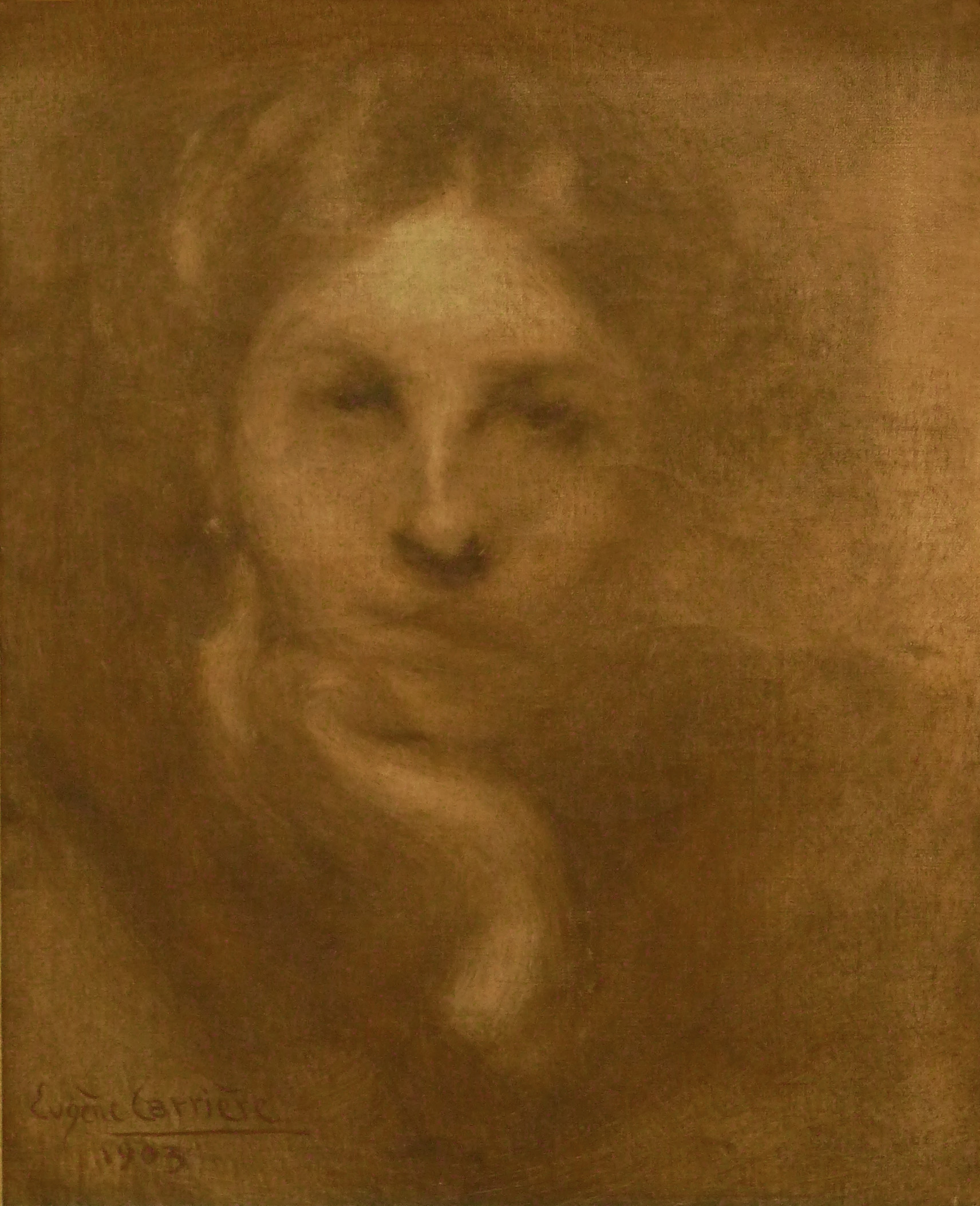
Portrait à 22 ans par Eugène Carrière (musée d'art moderne et contemporain de Strasbourg)

Elsa Koeberlé, aussi connue sous le nom de plume Sybil O’Santry, née à Strasbourg le 2 août 1881 et morte à Avignon le 14 juillet 1950, est une poétesse et artiste peintre alsacienne. Elle est inhumée à la chapelle Notre-Dame de Belvezet du fort Saint-André de Villeneuve.   

## Biographie

### Enfance et formation
Elsa Koeberlé naît le 2 août 1881 à Strasbourg. Elle est issue d'un milieu aisé, ses parents étant Jeanne Clémentine Henriet, fille du chirurgien, et Eugène Koeberlé, professeur de médecine âgé de trente années de plus que son épouse.

### La naissance d’une poétesse
Elsa Koeberlé se consacre très jeune à la poésie et participe à la Revue alsacienne illustrée (Elsässische Rundschau) avec Pierre Bucher.
À 20 ans, elle envoie trois poèmes à Remy de Gourmont, l’une des personnalités les plus en vue du milieu parisien, et l’un des fondateurs de la célèbre revue du Mercure de France. Il lui répond en publiant trois sonnets dans sa revue, sous le nom qu’elle a choisi de Sybil O’Santry. Alors elle n’hésite pas et va rendre visite à Paris à « l’ermite des lettres » qui tombe sous le charme de cette jeune Alsacienne à l’étrange personnalité. En 1901, il lui écrit : « Je suis curieux de vous, surtout depuis que je vous aie vue. Deux personnes : une femme, un poète. Les reconstituer en une seule et même personne. Ne trouvez-vous pas cela un problème intéressant ? ».
Un an plus tard, toujours sous le même pseudonyme, elle publie au Mercure La Guirlande des jours. Les lecteurs découvrent la sensibilité passionnée de ses poèmes de tendance symboliste, tandis qu’au même moment, le docteur Pierre Bucher lui ouvre également les pages de la revue qu’il dirige, la Revue alsacienne illustrée. Et lorsque le Musée alsacien, dont Pierre Bucher est le principal fondateur, ouvre ses portes au public en 1907, Elsa Koeberlé y fait son apparition en costume de cérémonie alsacien. Elle assiste également aux représentations théâtrales données par la comtesse de Pourtalès. Mais entre deux fêtes, elle voyage, visitant l’Italie, la Belgique, la Hollande, l’Allemagne, le Danemark, la Tunisie et l’Espagne, rapportant des impressions qu’elle fixera dans ses poésies.
Son cercle d’amis s’élargit. Certains peintres, tels Eugène Carrière, proche de la famille Koeberlé, et Georges d’Espagnat, frappés par sa personnalité, se plaisent à reproduire son portrait. Le jeune peintre Lothar von Seebach la représente en costume japonais dans une peinture sur toile datée de 1898. Elle est dépeinte dans un costume japonais tenant un éventail ouvert à l'arrière de la tête. Il s'agit probablement d'un déguisement lors des fêtes costumées dans le château de la Robertseau organisé par la comtesse de Pourtalès. Des écrivains la remarquent. Francis Jammes, Charles Guérin, Anna de Noailles, Henri de Régnier lui écrivent. Dès 1908 elle collabore à la revue Vers et prose, dirigée par Paul Fort.
Parmi son cercle d'amis, on retrouve madame Elly Heuss-Knapp qu'elle initie à la littérature française contemporaine. 
Dans son essai de physiologie poétique Muses d'aujourd'hui, Jean de Gourmont la décrit comme une poétesse délicate « n’emprunt[ant] ses images à la nature que pour exprimer des états de sentiment », comme exprimé dans l'un de ses poèmes Guirlande des jours dont l'extrait est le suivant :
    Ta chambre était comme un paysage lunaire,

    Comme un étang perdu sous bois, qui ne s’éclaire

    Que du rayon timide d’un astre presque éteint ;

    Dans ton âme jolie comme un miroir sans tain

    On verrait se faner des fleurs crépusculaires…
Il y note également l'influence de Maurice Maeterlinck et de Paul Verlaine dans ses vers. 
En 1910, Elsa Koeberlé se décide à publier sous son vrai nom : le recueil s’intitule Des jours. Deux ans plus tard, lorsque Pierre Bucher fonde sa propre publication, les Cahiers alsaciens, c’est à elle qu’il confie la rubrique « Lettres françaises ». Elle y présente notamment les écrivains de la Nouvelle revue française, Jean Schlumberger, André Gide, Charles-Louis Philippe, Alain-Fournier et Paul Claudel.
Enfin, lorsque ce dernier arrive en Alsace, invité par Pierre Bucher à faire jouer sa pièce L’Annonce faite à Marie à Strasbourg, Elsa Koeberlé est encore aux côtés du docteur pour l’accueillir. En souvenir de cette rencontre, l’écrivain lui dédie l’un de ses poèmes Sainte-Odile et lui fera don du manuscrit.

### La Grande guerre à Paris
Au début de la Grande guerre, en 1914, Elsa Koeberlé fuit Strasbourg sans son père et part à Paris retrouver une connaissance qui se nomme Génia Lioubow avec qui elle entretenait une correspondance épistolaire. Elle partage sa vie et fréquente ainsi de nouveaux milieux culturels. Ensemble, elles s'occupent d’œuvres de bienfaisance alsaciennes. 

### L'abbaye de Saint-André
À la fin de l'année 1915, Elsa Koeberlé et Génia Lioubow quittent Paris en direction du Sud de la France dans le Grand Hôtel des Lecques à Saint-Cyr-sur-Mer. À leur arrivée, Elsa Koeberlé fait la connaissance d'un peintre et collectionneur français Gustave Fayet et ils se découvrent des intérêts artistiques et des amis communs. 
En 1916, elles s'installent à l'abbaye de Saint-André à Villeneuve-lès-Avignon (Gard), un cadre de verdure offre une magnifique vue sur le Rhône, acquise par son ami Gustave Fayet. Ensemble, elles se passionnent pour la rénovation de l'abbaye qui devient le cadre de vie. Elles dessinent et peignent les murs avec des procédés inspirés des primitifs notamment. Elsa Koeberlé y installe son atelier où elle se consacre alors à la peinture et reçoit et entretient des correspondances avec des personnalités du monde des lettres et des arts. 
À la mort de Génia Lioubow, elle obtient l'autorisation auprès du gendre de son ami Gustave Fayet, le ministre plénipotentiaire Paul Bacou de l'enterrer dans les jardins de l'abbaye. Six ans après, elle meurt le 14 juillet 1950.

## Œuvres

### Poésie
- La Guirlande des Jours par Sybil O'Santry (pseudonyme d'Elsa Kœberlé), Mercure de France, 1902 (SUDOC 107305569)
- Les Accords[10], Mercure de France, 1904
- Décors et chants. Frontispice de Maurice Denis, Mercure de France, 1909 (SUDOC 107665247)
- Poèmes de Jean Schlumberger et Elsa Koeberle ; encadrements de Jeanne Riss, Strasbourg, 1909 (SUDOC 107779188)
- Des jours, Mercure de France, format oblong, 38 p., 1910 (SUDOC 140702571)
- Strasbourg, 1911
- Quelques poèmes et une notice Sybil[11] (Adolphe van Bever, Les Poètes du terroir du XVe siècle au XXe siècle)
- Trois Mélodies pour chant (avec accompagnement de piano)[12], poésies de Elsa Koeberlé, musique de Marie-Joseph Erb, Paris, E. Gallet, 1912

### Livres d'artiste
- Je feuillette les estampes, trois poèmes d’Elsa Koeberlé accompagnés de quatre gravures en manière noire de Judith Rothchild, Éditions Verdigris, 2022 Les gravures sont inspirées par le jardin de l’abbaye Saint-André de Villeneuve-lès-Avignon, jardin créé par Elsa Koeberlé et en même temps qu'elle restaurait l’abbaye à partir de 1916.